# SINPO码
SINPO码（SINPO code）是一种常用于评估无线电广播接收质量的五项评分系统，广泛应用于业余无线电和广播监听领域。部分情况下可以使用“SIO码”进行评价。

## 含义
SINPO 是一种用于评估无线电信号接收质量的五项指标系统，各字母代表的含义如下：
- S（Signal strength）：信号强度，指接收信号的强弱程度。

- I（Interference）：干扰，主要指来自其他电台或信号源的干扰。

- N（Noise）：噪声，来自大气现象或人为设备（如开关电源）所产生的背景噪声。

- P（Propagation）：传播，指信号在传播过程中出现的衰减、衰落等现象。

- O（Overall merit）：总体评价，综合上述各项因素后对接收质量的整体评分。

## 表示方法
SINPO 中的每一项指标均以 1 至 5 的数字进行评分，用以表示不同的接收质量等级，其中 1 表示最差，5 表示最佳。各项评分的含义如下：
- S（信号强度）：1 表示几乎无法接收，5 表示极强的信号。

- I（干扰）：1 表示严重干扰，5 表示无干扰。

- N（噪声）：1 表示严重噪声，5 表示无明显噪声。

- P（传播）：1 表示信号传播不稳定、严重衰落，5 表示传播稳定、几乎无衰落。

- O（总体评价）：1 表示接收质量极差，5 表示整体接收状况极佳。

## SINPFEMO
SINPFEMO 是“Signal（信号强度）、Interference（干扰）、Noise（噪声）、Propagation（传播）、Frequency of fading（衰落频率）、dEpth of fading（衰落深度）、Modulation（调制）和 Overall（总体评价）”的缩写，用于评估无线电话通信（radiotelephony）信号的接收质量。
与SINPO代码相比，SINPFEMO 增加了三项参数，能够更全面地反映无线电话通信中的调制和衰落现象。这些附加项目包括：
- F（Frequency of fading）：信号衰落的发生频率；
- E（dEpth of fading）：信号衰落的深度程度；
- M（Modulation）：信号的调制度是否正常或存在失真。

SINPFEMO 代码同样采用 1 至 5 的等级进行评分。

## 示例
以下是一些使用 SINPO 代码描述接收情况的典型示例：
- 若接收到的短波广播信号非常强且稳定，无邻近频道的干扰，也无明显衰落，整体质量如同本地的中波（AM）广播，可评为最优等级，即：SINPO 55555。
- 若信号强度良好，但存在轻微的干扰和偶尔的信号衰落，则可评为：SINPO 54544。
- 相反地，若接收的是远距离、低功率发射的电台，并伴随严重干扰，使得内容难以辨识，则可能仅能评为：SINPO 21331。

在填写收听报告时，要尽可能做到评分准确，避免主观地夸大或美化接收状况。广播电台通过了解其信号在实际接收区域内的真实表现，以作出技术调整或改善传输质量。